# Doithrix dillonae
Doithrix dillonae är en tvåvingeart som beskrevs av Peter Scott Cranston och Oliver 1988. Doithrix dillonae ingår i släktet Doithrix och familjen fjädermyggor.
Artens utbredningsområde är Nova Scotia. Inga underarter finns listade i Catalogue of Life.